# Административно-территориальное деление Чувашской Республики
Административно-территориальное устройство (деление) Чувашской Республики осуществляется в соответствии с Конституцией Российской Федерации и Конституцией Чувашской Республики, Законом Чувашской Республики от 19 декабря 1997 года N 28 «Об административно-территориальном устройстве Чувашской Республики» и иными правовыми актами Российской Федерации и Чувашской Республики. 
Согласно статье 60 Конституции Чувашской Республики Чувашская Республика состоит из районов и городов республиканского значения.
В соответствии с Законом Чувашской Республики от 19 декабря 1997 года № 28 «Об административно-территориальном устройстве Чувашской Республики» по состоянию на 9 ноября 2024 года Чувашская Республика включает следующие административно-территориальные единицы: 21 район, 5 городов республиканского значения, 4 города районного значения, 7 посёлков городского типа, 7 городских поселений, 284 сельских поселения, 1720 сельских населённых пунктов; территория города республиканского значения Чебоксар состоит из районов города.

## История административного деления

### Советский период
Первоначально Чувашская АО делилась на 3 уезда: Чебокса́рский, Циви́льский и Я́дринский. Вскоре в составе Цивильского уезда был образован Ибресинский район. В 1921 Ибре́синский район был выведен из состава Цивильского уезда и преобразован в Ба́тыревский (в ряде источников — Ибресинский) уезд.
21 апреля 1925 Чувашская АО была преобразована в АССР. При этом в её состав из Улья́новской губернии была передана территория, на которой образован Новоала́тырский (с 1926 — Ала́тырский) уезд.
В 1927 уезды были упразднены. Вместо них образованы 17 районов: Ала́тырский, А́ликовский, Большеба́тыревский, Вурна́рский, Ибре́синский, Кана́шский, Козло́вский, Красночета́йский, Малоя́льчиковский, Марии́нско-Поса́дский, Поре́цкий, Татаркаси́нский, Урма́рский, Циви́льский, Чебокса́рский, Шемурши́нский и Я́дринский.
В 1929 образован Шихирдановский татарский национальный район.
В 1935 Большебатыревский район переименован в Батыревский, а Малояльчиковский в Я́льчикский. В том же году образованы новые районы: Ишле́йский, Кува́кинский, Тарха́новский, Тра́ковский, Шихаза́новский, Шумерли́нский и Я́нтиковский. Значительные изменения произошли в 1939 году: упразднены Батыревский и Шихирда́новский татарский национальный районы, образованы Калининский, Комсомольский, Октябрьский, Советский и Чкаловский (с 1957 — Батыревский) районы. Тархановский район переименован в Первомайский, а Татаркасинский в Сунды́рский. Через год Траковский район был переименован в Красноармейский. В 1944 были образованы Морга́ушский и Чура́чикский районы.
Начиная с 1956 число районов стало уменьшаться. Первыми были упразднены Калининский, Кувакинский, Советский и Шихазановский районы. В 1959 упразднили Ишлейский, Моргаушский, Октябрьский, Первомайский и Чурачикский районы; в 1962 — Аликовский, Ибресинский, Козловский, Комсомольский, Красноармейский, Красночетайский, Мариинско-Посадский, Порецкий, Сундырский, Шемуршинский, Яльчикский и Янтиковский.
В 1964 году вновь начался процесс увеличения числа районов: сначала восстановили Моргаушский район, в 1965 появились Аликовский, Ибресинский, Козловский, Комсомольский, Красноармейский, Красночетайский, Мариинско-Посадский, Порецкий, Шемуршинский, Яльчикский и Янтиковский районы. Шумерлинский район в 1965 был упразднён, но уже в 1966 восстановлен. С тех пор районное деление Чувашии остаётся без изменений.

### Период после 1991 года
Местного самоуправления в Чувашской АССР. На седьмой сессии Верховного Совета Чувашской ССР 18 октября 1991 года приняты Законы Чувашской ССР «О местном самоуправлении в Чувашской ССР» и «О выборах Главы местной администрации». Были заложены основы организации деятельности органов местного самоуправления в Чувашской Республике. Организация местного самоуправления в Чувашской Республики предполагала создание новых органов руководства местными делами. В течение 1992—1996 годов были внесены в законодательные акты дополнения и изменения. 
1 марта 1996 года Государственным Советом Чувашской Республики был принят новый Закон Чувашской Республики «Об организации местного самоуправления в Чувашской Республике». 30 мая 1996 года Государственный Совет Чувашской Республики принял постановление «О примерном уставе муниципального образования».
В рамках организации местного самоуправления (муниципального устройства) Чувашской Республики, в границах административно-территориальных единиц региона в 2004 году были сформированы муниципальные образования: 5 городских округов, 21 муниципальный район, 7 городских поселений, 284 сельских поселения.
Муниципальные районы и муниципальные образования внутри муниципальных районов, существующие в границах районов и сельских и городских поселений, в 2021—2022 годах были упразднены и объединены в единые муниципальные округа.
С 1 января 2023 года города республиканского значения Чебоксары, Новочебоксарск, Канаш, Шумерля и Алатырь образовали муниципальные образования со статусом городского округа, не входящего в состав муниципальных округов. В границах городов районного значения Чувашской Республики были образованы муниципальные округа в статусе городского поселения.
В 2024 году города республиканского значения Канаш, Шумерля и Алатырь вошли в состав вновь образованных муниципальных образований.

## Административно-территориальные единицы

### Районы Чувашской Республики

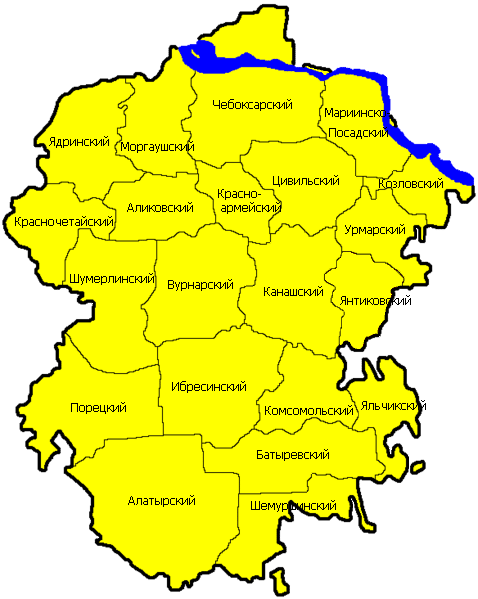
Районы Чувашии

| №  | Район                     | Центр                  |
| -- | ------------------------- | ---------------------- |
| 1  | Алатырский район          | город Алатырь          |
| 2  | Аликовский район          | село Аликово           |
| 3  | Батыревский район         | село Батырево          |
| 4  | Вурнарский район          | пгт Вурнары            |
| 5  | Ибресинский район         | пгт Ибреси             |
| 6  | Канашский район           | город Канаш            |
| 7  | Козловский район          | город Козловка         |
| 8  | Комсомольский район       | село Комсомольское     |
| 9  | Красноармейский район     | село Красноармейское   |
| 10 | Красночетайский район     | село Красные Четаи     |
| 11 | Мариинско-Посадский район | город Мариинский Посад |
| 12 | Моргаушский район         | село Моргауши          |
| 13 | Порецкий район            | село Порецкое          |
| 14 | Урмарский район           | пгт Урмары             |
| 15 | Цивильский район          | город Цивильск         |
| 16 | Чебоксарский район        | поселок Кугеси         |
| 17 | Шемуршинский район        | село Шемурша           |
| 18 | Шумерлинский район        | город Шумерля          |
| 19 | Яльчикский район          | село Яльчики           |
| 20 | Янтиковский район         | село Янтиково          |
| 21 | Ядринский район           | город Ядрин            |

### Города республиканского значения
1. Алатырь
2. Канаш
3. Новочебоксарск
4. Чебоксары — столица Чувашской Республики
5. Шумерля

### Города районного значения
1. Козловка,
2. Мариинский Посад,
3. Цивильск,
4. Ядрин

### Поселки городского типа
1. Буинск,
2. Вурнары,
3. Ибреси,
4. Кугеси,
5. Новые Лапсары,
6. Сосновка,
7. Урмары

### Городские и сельские поселения

#### Алатырский район
1. Алтышевское сельское поселение
2. Атратское сельское поселение
3. Ахматовское сельское поселение
4. Восходское сельское поселение
5. Иваньково-Ленинское сельское
6. Кирское сельское поселение
7. Кувакинское сельское поселение
8. Междуреченское сельское поселение
9. Миренское сельское поселение
10. Новоайбесинское сельское поселение
11. Октябрьское сельское поселение
12. Первомайское сельское поселение
13. Сойгинское сельское поселение
14. Староайбесинское сельское поселение
15. Стемасское сельское поселение
16. Чуварлейское сельское поселение

#### Аликовский район
1. Аликовское сельское поселение
2. Большевыльское сельское поселение
3. Ефремкасинское сельское поселение
4. Илгышевское сельское поселение
5. Крымзарайкинское сельское поселение
6. Питишевское сельское поселение
7. Раскильдинское сельское поселение
8. Таутовское сельское поселение
9. Тенеевское сельское поселение
10. Чувашско-Сорминское сельское поселение
11. Шумшевашское сельское поселение
12. Яндобинское сельское поселение

#### Батыревский район
1. Алманчиковское сельское поселение
2. Балабаш-Баишевское сельское поселение
3. Батыревское сельское поселение
4. Бахтигильдинское сельское поселение
5. Бикшикское сельское поселение
6. Большечеменевское сельское поселение
7. Долгоостровское сельское поселение
8. Кзыл-Чишминское сельское поселение
9. Новоахпердинское сельское поселение
10. Норваш-Шигалинское сельское поселение
11. Первомайское сельское поселение
12. Сигачинское сельское поселение
13. Сугутское сельское поселение
14. Тарханское сельское поселение
15. Татарско-Сугутское сельское поселение
16. Тойсинское сельское поселение
17. Туруновское сельское поселение
18. Шыгырданское сельское поселение
19. Шаймурзинское сельское поселение

#### Вурнарский район
1. Вурнарское городское поселение
2. Азимсирминское сельское поселение
3. Алгазинское сельское поселение
4. Апнерское сельское поселение
5. Большеторханское сельское поселение
6. Большеяушское сельское поселение
7. Буртасинское сельское поселение
8. Вурманкасинское сельское поселение
9. Ермошкинское сельское поселение
10. Ершипосинское сельское поселение
11. Калининское сельское поселение
12. Кольцовское сельское поселение
13. Малояушское сельское поселение
14. Ойкас-Кибекское сельское поселение
15. Санарпосинское сельское поселение
16. Сявалкасинское сельское поселение
17. Хирпосинское сельское поселение
18. Шинерское сельское поселение
19. Янгорчинское сельское поселение

#### Ибресинский район
1. Ибресинское городское поселение
2. Айбечское сельское поселение
3. Андреевское сельское поселение
4. Березовское сельское поселение
5. Большеабакасинское сельское поселение
6. Буинское сельское поселение
7. Кировское сельское поселение
8. Климовское сельское поселение
9. Малокармалинское сельское поселение
10. Новочурашевское сельское поселение
11. Хормалинское сельское поселение
12. Чувашско-Тимяшское сельское поселение
13. Ширтанское сельское поселение

#### Канашский район
1. Асхвинское сельское поселение
2. Атнашевское сельское поселение
3. Ачакасинское сельское поселение
4. Байгильдинское сельское поселение
5. Вутабосинское сельское поселение
6. Караклинское сельское поселение
7. Кошноруйское сельское поселение
8. Малобикшихское сельское поселение
9. Малокибечское сельское поселение
10. Новоурюмовское сельское поселение
11. Новочелкасинское сельское поселение
12. Сеспельское сельское поселение
13. Среднекибечское сельское поселение
14. Сугайкасинское сельское поселение
15. Тобурдановское сельское поселение
16. Ухманское сельское поселение
17. Хучельское сельское поселение
18. Чагасьское сельское поселение
19. Шакуловское сельское поселение
20. Шальтямское сельское поселение
21. Шибылгинское сельское поселение
22. Шихазанское сельское поселение
23. Ямашевское сельское поселение
24. Янгличское сельское поселение

#### Козловский район
1. Козловское городское поселение
2. Андреево-Базарское сельское
3. Аттиковское сельское поселение
4. Байгуловское сельское поселение
5. Емёткинское сельское поселение
6. Карамышевское сельское поселение
7. Карачевское сельское поселение
8. Солдыбаевское сельское поселение
9. Тюрлеминское сельское поселение
10. Янгильдинское сельское поселение

#### Комсомольский район
1. Александровское сельское поселение
2. Альбусь-Сюрбеевское сельское поселение
3. Асановское сельское поселение
4. Кайнлыкское сельское поселение
5. Комсомольское сельское поселение
6. Новочелны-Сюрбеевское сельское поселение
7. Полевосундырское сельское поселение
8. Сюрбей-Токаевское сельское поселение
9. Тугаевское сельское поселение
10. Урмаевское сельское поселение
11. Чичканское сельское поселение
12. Шераутское сельское поселение

#### Красноармейский район
1. Алманчинское сельское поселение
2. Большешатьминское сельское поселение
3. Исаковское сельское поселение
4. Караевское сельское поселение
5. Красноармейское сельское поселение
6. Пикшикское сельское поселение
7. Убеевское сельское поселение
8. Чадукасинское сельское поселение
9. Яншихово-Челлинское сельское поселение

#### Красночетайский район
1. Акчикасинское сельское поселение
2. Атнарское сельское поселение
3. Большеатменское сельское поселение
4. Испуханское сельское поселение
5. Красночетайское сельское поселение
6. Пандиковское сельское поселение
7. Питеркинское сельское поселение
8. Староатайское сельское поселение
9. Хозанкинское сельское поселение
10. Штанашское сельское поселение

#### Мариинско-Посадский район
1. Мариинско-Посадское городское поселение
2. Аксаринское сельское поселение
3. Бичуринское сельское поселение
4. Большешигаевское сельское поселение
5. Карабашское сельское поселение
6. Кугеевское сельское поселение
7. Октябрьское сельское поселение
8. Первочурашевское сельское поселение
9. Приволжское сельское поселение
10. Сутчевское сельское поселение
11. Шоршелское сельское поселение
12. Эльбарусовское сельское поселение

#### Моргаушский район
1. Александровское сельское поселение
2. Большесундырское сельское поселение
3. Ильинское сельское поселение
4. Кадикасинское сельское поселение
5. Моргаушское сельское поселение
6. Москакасинское сельское поселение
7. Орининское сельское поселение
8. Сятракасинское сельское поселение
9. Тораевское сельское поселение
10. Хорнойское сельское поселение
11. Чуманкасинское сельское поселение
12. Шатьмапосинское сельское поселение
13. Юнгинское сельское поселение
14. Юськасинское сельское поселение
15. Ярабайкасинское сельское поселение
16. Ярославское сельское поселение

#### Порецкий район
1. Анастасовское сельское поселение
2. Козловское сельское поселение
3. Кудеихинское сельское поселение
4. Мишуковское сельское поселение
5. Напольновское сельское поселение
6. Никулинское сельское поселение
7. Октябрьское сельское поселение
8. Порецкое сельское поселение
9. Рындинское сельское поселение
10. Семёновское сельское поселение
11. Сиявское сельское поселение
12. Сыресинское сельское поселение

#### Урмарский район
1. Урмарское городское поселение
2. Арабосинское сельское поселение
3. Бишевское сельское поселение
4. Большечакинское сельское поселение
5. Большеяниковское сельское поселение
6. Ковалинское сельское поселение
7. Кудеснерское сельское поселение
8. Кульгешское сельское поселение
9. Мусирминское сельское поселение
10. Староурмарское сельское поселение
11. Тегешевское сельское поселение
12. Челкасинское сельское поселение
13. Чубаевское сельское поселение
14. Шигалинское сельское поселение
15. Шихабыловское сельское поселение
16. Шоркистринское сельское поселение

#### Цивильский район
1. Цивильское городское поселение
2. Богатырёвское сельское поселение
3. Булдеевское сельское поселение
4. Второвурманкасинское сельское поселение
5. Игорварское сельское поселение
6. Конарское сельское поселение
7. Малоянгорчинское сельское поселение
8. Медикасинское сельское поселение
9. Михайловское сельское поселение
10. Опытное сельское поселение
11. Первостепановское сельское поселение
12. Поваркасинское сельское поселение
13. Рындинское сельское поселение
14. Таушкасинское сельское поселение
15. Тувсинское сельское поселение
16. Чиричкасинское сельское поселение
17. Чурачикское сельское поселение

#### Чебоксарский район
1. Абашевское сельское поселение
2. Акулевское сельское поселение
3. Атлашевское сельское поселение
4. Большекатрасьское сельское поселение
5. Вурман-Сюктерское сельское поселение
6. Ишакское сельское поселение
7. Ишлейское сельское поселение
8. Кугесьское сельское поселение
9. Кшаушское сельское поселение
10. Лапсарское сельское поселение
11. Сарабакасинское сельское поселение
12. Синьяльское сельское поселение
13. Синьял-Покровское сельское поселение
14. Сирмапосинское сельское поселение
15. Чиршкасинское сельское поселение
16. Шинерпосинское сельское поселение
17. Янышское сельское поселение

#### Шемуршинский район
1. Бичурга-Баишевское сельское поселение
2. Большебуяновское сельское поселение
3. Карабай-Шемуршинское сельское поселение
4. Малобуяновское сельское поселение
5. Старочукальское сельское поселение
6. Трёхбалтаевское сельское поселение
7. Чепкас-Никольское сельское поселение
8. Чукальское сельское поселение
9. Шемуршинское сельское поселение

#### Шумерлинский район
1. Большеалгашинское сельское поселение
2. Егоркинское сельское поселение
3. Краснооктябрьское сельское поселение
4. Магаринское сельское поселение
5. Нижнекумашкинское сельское поселение
6. Русско-Алгашинское сельское поселение
7. Торханское сельское поселение
8. Туванское сельское поселение
9. Ходарское сельское поселение
10. Шумерлинское сельское поселение
11. Юманайское сельское поселение

#### Ядринский район
1. Ядринское городское поселение
2. Большесундырское сельское поселение
3. Большечурашевское сельское поселение
4. Большешемердянское сельское поселение
5. Иваньковское сельское поселение
6. Кильдишевское сельское поселение
7. Кукшумское сельское поселение
8. Малокарачкинское сельское поселение
9. Мочарское сельское поселение
10. Николаевское сельское поселение
11. Персирланское сельское поселение
12. Советское сельское поселение
13. Старотиньгешское сельское поселение
14. Стрелецкое сельское поселение
15. Хочашевское сельское поселение
16. Чебаковское сельское поселение
17. Ювановское сельское поселение
18. Ядринское сельское поселение

#### Яльчикский район
1. Большетаябинское сельское поселение
2. Большеяльчикское сельское поселение
3. Кильдюшевское сельское поселение
4. Лащ-Таябинское сельское поселение
5. Малотаябинское сельское поселение
6. Новошимкусское сельское поселение
7. Сабанчинское сельское поселение
8. Яльчикское сельское поселение
9. Янтиковское сельское поселение

#### Янтиковский район
1. Алдиаровское сельское поселение
2. Индырчское сельское поселение
3. Можарское сельское поселение
4. Новобуяновское сельское поселение
5. Турмышское сельское поселение
6. Тюмеревское сельское поселение
7. Чутеевское сельское поселение
8. Шимкусское сельское поселение
9. Янтиковское сельское поселение
10. Яншихово-Норвашское сельское поселение

### Сельские населенные пункты
В Чувашской Республике 1720 сельских населённых пунктов.

### Районы городов
Среди городов Чувашской Республики внутригородского районное деление имеется только в городе республиканского значения Чебоксары, который состоит из трёх районов города: Калининский, Московский и Ленинский районы.